# Atelopus angelito
Espèce
Statut de conservation UICN

 CR A3ce : 
En danger critique
Atelopus angelito est une espèce d'amphibiens de la famille des Bufonidae.

## Répartition
Cette espèce est endémique de la municipalité de San Sebastián dans le département du Cauca en Colombie. Elle se rencontre entre 2 900 et 3 000 m d'altitude sur le versant Est de la cordillère Centrale.

## Description
Les mâles mesurent de 32,99 à 34,8 mm et la femelle 41,04 mm.

## Étymologie
Cette espèce est nommée en l'honneur de Miguel Angel Barrera-Rodríguez.

## Publication originale
- Ardila-Robayo & Ruiz-Carranza, 1998 : Una nueva especie de Atelopus AMC Duméril & Bibron 1841 (Amphibia: Bufonidae) de la Cordillera central Colombiana. Revista de la Academia Colombiana de Ciencias Exactas, Físicas y Naturales, vol. 22, no 83, p. 281-285 (texte intégral).